# 甲賀市立大原小学校
甲賀市立大原小学校（こうかしりつ おおはらしょうがっこう）は、滋賀県甲賀市にある市立の小学校。

## 所在地
- 滋賀県甲賀市甲賀市甲賀町大久保1000番地[1]

## 校区
この小学校の校区は以下の通り。
甲賀町櫟野、甲賀町神、甲賀町大原上田、甲賀町大久保、甲賀町大原中、甲賀町鳥居野、甲賀町相模、甲賀町大原市場、甲賀町高野、甲賀町拝坂

## 学校教育目標
ふるさとを愛し、共に磨き合い、たくましく生きる子どもの育成。

## 学校の特徴
- 愛林活動 「山行き」の学校[4]
- 相撲大会 土俵のある学校
- 安全教育 「子ども自転車大会」出場